# Soziales Risikokapital
Als soziales Risikokapital wird die finanzielle und ideelle Förderung von Initiativen, Ideen und Projekten bezeichnet, die im weitesten Sinne Problemlösungen im sozialen Bereich anstreben. Soziales Risikokapital kann beispielsweise von Stiftungen bereitgestellt werden.
Soziales Risikokapital hilft Sozialunternehmern. Der englische Ausdruck Social Entrepreneurship (Sozialunternehmertum) bezeichnet unternehmerisches Handeln, das auf die nachhaltige Lösung eines gesellschaftlichen Problems mit innovativen und skalierbaren Mitteln abzielt, anstatt profitorientierte Ziele zu verfolgen. Personen oder Organisationen, die soziales Risikokapital bereitstellen, arbeiten daher mit Blick auf die Nachhaltigkeit bei der Erfolgsmessung nach dem Prinzip der Double Bottom Line: Als Kriterium für den Erfolg eines Sozialunternehmens gilt neben dessen wirtschaftlicher Entwicklung eine nachweisbar positive gesellschaftliche oder soziale Wirkung.